# 함평시외버스터미널
함평시외버스터미널은 전라남도 함평군 함평읍 중앙길 46 (기각리 988-1)에 위치한 버스터미널이다. 고속버스 전산망상의 터미널 번호는 581이다.
연면적 231m2이며 하루 약 2500여명이 이용하나 건물이 매우 협소해 함평군에서 사업비 12억원을 들여 함평읍 부지 1902m2에 건물 연면적 364m2 규모로 공영버스터미널을 건축하기로 하여 2013년 9월에 착공해 2014년 11월 8일에 완공하였다.

## 운행 노선

### 고속버스
| 운행 노선       | 운행업체 | 운행구간 | 운행구간 | 운행구간 | 경유지     | 배차 간격 | 시간표              |
| --------------- | -------- | -------- | -------- | -------- | ---------- | --------- | ------------------- |
| 함평 ↔ 서울호남 | 금호고속 | 함평     | ↔        | 서울호남 | 문장, 장성 | 3회       | 08:35, 10:35, 15:05 |

### 시외버스
| 운행 노선     | 운행업체          | 운행구간 | 운행구간 | 운행구간 | 경유지                     | 배차 간격 | 시간표                                                        |
| ------------- | ----------------- | -------- | -------- | -------- | -------------------------- | --------- | ------------------------------------------------------------- |
| 함평 ↔ 고창   | 대한고속          | 함평     | ↔        | 고창     | 영광                       | 3회       | 09:17, 10:47, 14:47                                           |
| 함평 ↔ 고창   | 대한고속          | 함평     | ↔        | 고창     | 신광, 영광                 | 25~80분   | 첫차:08:24(함평 기준) 막차:19:44(함평 기준)                   |
| 함평 ↔ 광주   | 금호고속          | 함평     | ↔        | 광주     | 무정차                     | 30~50분   | 첫차:07:15(함평 기준) 막차:20:20(함평 기준)                   |
| 함평 ↔ 광주   | 금호고속          | 함평     | ↔        | 광주     | 다시, 나주, 진월동         | 1회       | 08:30                                                         |
| 함평 ↔ 군산   | 대한고속          | 함평     | ↔        | 군산     | 영광, 대야                 | 6회       | 07:42, 11:22, 13:02, 15:27, 17:12, 19:07                      |
| 함평 ↔ 목포   | 금호고속 대한고속 | 함평     | ↔        | 목포     | 무안, 청계                 | 10~30분   | 첫차:07:38(함평 기준) 막차:20:30(함평 기준)                   |
| 함평 ↔ 무안   | 금호고속          | 함평     | ↔        | 무안     | 무정차                     | 20~60분   | 첫차:07:40(함평 기준) 막차:20:30(함평 기준)                   |
| 함평 ↔ 부천   | 경기고속          | 함평     | ↔        | 부천     | 영광, 인천                 | 4회       | 09:15, 10:50, 14:20, 17:20                                    |
| 함평 ↔ 송공항 | 금호고속          | 함평     | ↔        | 송공항   | 무안, 신안군청, 청계, 압해 | 5회       | 09:20, 12:30, 14:20, 16:55, 19:30                             |
| 함평 ↔ 영광   | 대한고속          | 함평     | ↔        | 영광     | 무정차                     | 9회       | 07:42, 09:17, 10:47, 11:22, 13:02, 14:47, 15:27, 17:12, 19:07 |
| 함평 ↔ 영광   | 대한고속          | 함평     | ↔        | 영광     | 신광                       | 25~40분   | 첫차:08:24(함평 기준) 막차:20:24(함평 기준)                   |
| 함평 ↔ 전주   | 대한고속          | 함평     | ↔        | 전주     | 신광, 영광, 고창           | 2회       | 08:24, 09:49                                                  |
| 함평 ↔ 전주   | 대한고속          | 함평     | ↔        | 전주     | 신광, 영광, 고창, 정읍     | 9회       | 09:17, 10:47, 12:14, 14:14, 14:47, 15:54, 16:24, 17:49, 18:14 |
| 함평 ↔ 정읍   | 대한고속          | 함평     | ↔        | 정읍     | 영광, 고창                 | 3회       | 09:17, 10:47, 14:47                                           |
| 함평 ↔ 정읍   | 대한고속          | 함평     | ↔        | 정읍     | 신광, 영광, 고창           | 7회       | 12:14, 13:39, 14:14, 15:54, 16:24, 17:49, 18:14               |

### 농어촌버스
- 함평군의 농어촌버스 시간표[깨진 링크(과거 내용 찾기)]

## 특이 사항
- 고속버스 노선의 경우 장성을 경유한다.
- 수도권으로 가는 시외버스의 경우 중간 경유지로 구성되어 있으나 횟수가 적은편이다.
- 일부 노선의 경우 직통과 직행이 공존하고 있다.
- 1996년 3월 초순에 서울 ㅡ 함평 (무정차 고속버스) 노선이 일 4회 금호고속을 운행업체로 하여 개통하였다.

흐에 장성 경유 운행 문장 경유 운행으로 노선 변경을 거쳐 현재는 일 2회 전북혁신도시와 김제를 경유하는 노선으로 운행 중이다.

## 운행 회사
- 경기고속
- 금호고속
- 대한고속